# Lotte Reiniger
Charlotte Reiniger (Charlottenburg, Berlín, Imperio Alemán, 2 de junio de 1899 - Dettenhausen, República Federal de Alemania, 19 de junio de 1981) fue una cineasta alemana (posteriormente nacionalizada británica), famosa por sus películas de animación con siluetas, especialmente Las aventuras del príncipe Achmed (1926). Dirigió el primer filme que utilizó la cámara multiplano.

## Biografía
Le interesó el cine desde su adolescencia, especialmente las películas de Georges Méliès, por sus efectos especiales; y más tarde las del actor y director Paul Wegener, hoy recordado por sus dos versiones de Der Golem. En 1915, la joven asistió a una conferencia de Wegener y quedó entusiasmada ante las posibilidades del cine de animación. 
Consiguió convencer a sus padres para que le permitieran entrar en el grupo de teatro de Max Reinhardt, al que pertenecía Wegener (1916-17). En esta época se dedicó a confeccionar las siluetas de los otros actores del grupo en sus respectivos papeles. Logró el efecto deseado, y pronto empezó a trabajar con Wegener, realizando siluetas para los rótulos intercalados de las películas: Rübezahls Hochzeit ("La boda del gigante Ruebezahl", 1916) y Der Rattenfänger von Hameln ("El flautista de Hamelín", 1918); así como los decorados y accesorios de la película Die schone prinzessin von China ("La bella princesa de China", 1916).
Gracias al éxito de su trabajo y a la recomendación de Wegener, consiguió ser admitida en el Institut für Kulturforschung (Instituto de Investigaciones Culturales), un estudio berlinés dedicado a las películas de animación experimentales. Allí realizó su primera película de siluetas, Das Ornament des verliebten Herzens ("El ornamento del corazón enamorado", 1919). En dicho estudio conoció también a Carl Koch, con quien se casaría en 1921, y que colaboraría con ella en casi todas sus películas. 

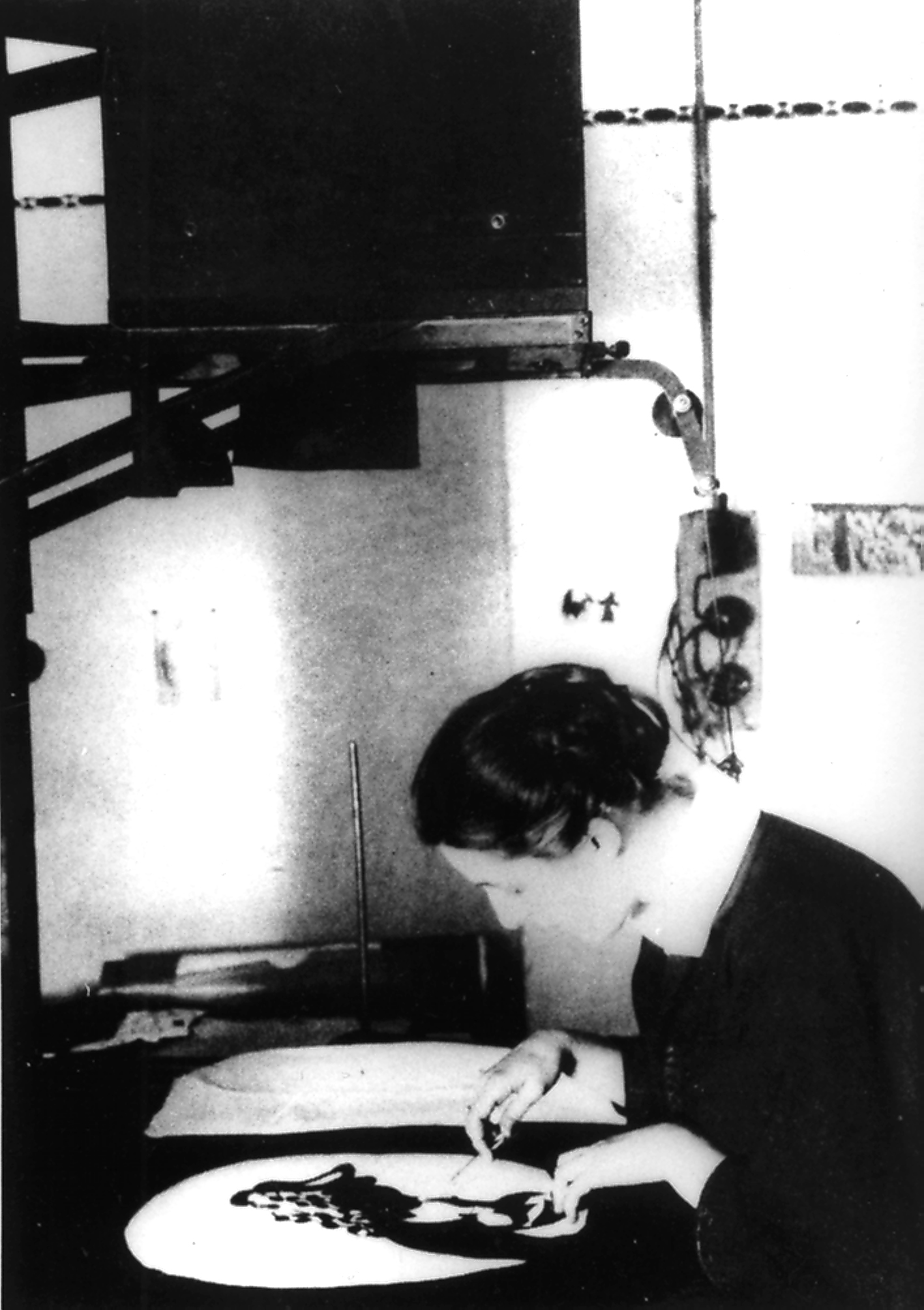
Reiniger trabajando con un recorte en 1922.

En los años siguientes realizó seis cortometrajes, todos ellos con producción y fotografía de su marido. Al mismo tiempo, trabajó en anuncios publicitarios (la agencia de publicidad Pinschewer contrató a varios animadores abstractos durante la República de Weimar) y en los efectos especiales de varios largometrajes de imagen real (en particular, diseñó la silueta de un halcón para una secuencia onírica de la primera parte de Los nibelungos, de Fritz Lang). Durante esta época, Reiniger se convirtió en el centro de un amplio grupo de ambiciosos animadores alemanes. 
En 1923, se le presentó una oportunidad única. El banquero Louis Hagen, admirador de su obra, le ofreció financiarle un largometraje, que realizaría en un estudio construido encima de su garaje, cerca de su casa de Potsdam. El resultado fue Die Abenteuer des Prinzen Achmed ("Las aventuras del príncipe Achmed"), terminado en 1926, el más antiguo largometraje de animación que se conserva, con una trama que es un pastiche de varias historias relacionadas con Las mil y una noches. La película tuvo éxito tanto de crítica como de público, Reiniger se anticipó en una década tanto a Walt Disney como a Ub Iwerks en utilizar la cámara multiplano para ciertos efectos. Además de contar con las siluetas de Reiniger como actores del film, la obra se beneficiaba de los oníricos decorados de Walter Ruttmann, que había colaborado con Reiniger en la secuencia antes citada de Los nibelungos, y de la música de Wolfgang Zeller. Algunos efectos adicionales corrieron a cargo de Carl Koch y Berthold Bartosch.
El éxito de Die Abenteuer des Prinzen Achmed dio a Reiniger la oportunidad de realizar el mediometraje Doktor Dolittle und seine Tiere ("El doctor Dolittle y sus animales", 1928) basada en la primera de las novelas de la serie dedicada al personaje por el autor inglés de literatura infantil Hugh Lofting. La música fue compuesta en esta ocasión por Kurt Weill, Paul Hindemith y Paul Dessau. 
Un año más tarde, Reiniger codirigió, con Rochus Gliese, su primera película de imagen real, Die Jagd nach dem Glück ("La búsqueda de la felicidad", 1929), un relato sobre una compañía de teatro de siluetas. En la película interpretaban papeles Jean Renoir y Berthold Bartosch, e incluía una representación de siluetas de 20 minutos, diseñada por Reiniger. Por desgracia, el filme se terminó cuando el sonido acababa de llegar a Alemania, y su estreno tuvo que demorarse hasta 1930 para añadir las voces de los actores. El doblaje fue tan malo que terminó por arruinar la película. Reiniger proyectaba un tercer largometraje, basado en la ópera de Ravel L'Enfant et les Sortilèges, pero no consiguió hacerse con los derechos de la obra.
Con la llegada al poder del partido nazi, Reiniger y Koch tomaron la decisión de emigrar, pero ningún estado les concedió los visados necesarios para establecerse de forma permanente. Como resultado, la pareja pasó los años entre 1933 y 1939 viajando de un país a otro, permaneciendo en cada uno todo el tiempo que el visado les permitía. Durante esta época, produjeron unas doce películas. Entre las más conocidas están Carmen (1933) y Papageno (1935), basadas respectivamente en las óperas Carmen de Bizet y La flauta mágica de Mozart. 
Al no poder conseguir un nuevo visado, se vieron obligados a quedarse en Alemania. Pasaron la Segunda Guerra Mundial en Berlín. Intentaron un nuevo proyecto, que iba a titularse Die goldene Gans ("La oca de oro"), que no pudieron concluir por falta de medios. 

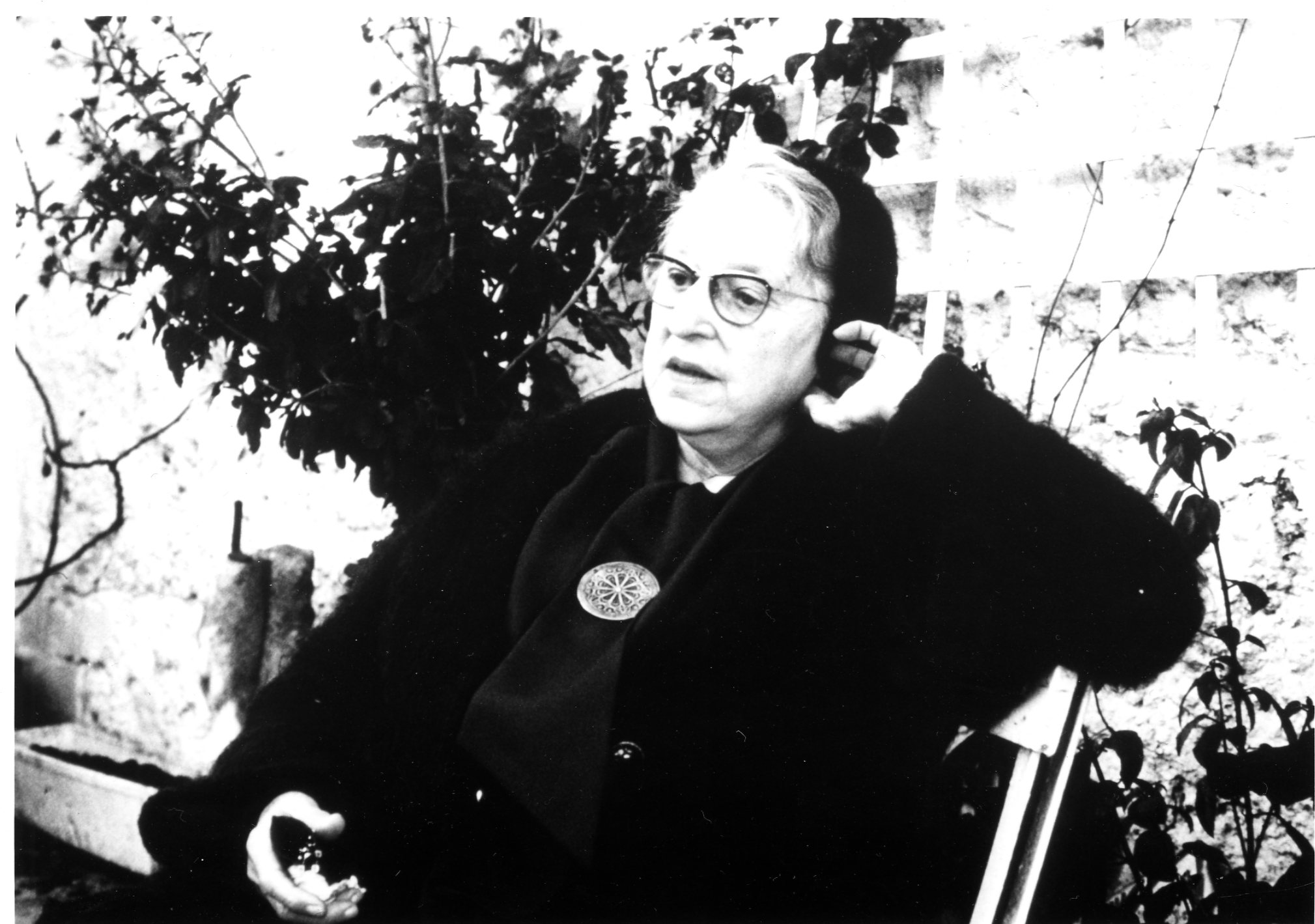
Reiniger en 1970.

En 1949, Reiniger y Koch pudieron por fin trasladarse a Londres. Tras realizar algunos proyectos para la Oficina General de Correos, crearon la empresa Primrose Productions. Carl Koch murió en 1962, pero Lotte Reiniger siguió trabajando. Durante esta época, realizó veinte películas de siluetas, la mayoría de ellas para la BBC, y casi todas basadas en cuentos de hadas clásicos. En 1976 se desplazó a Canadá, donde realizó la película Aucassin et Nicolette para el National Film Board. 
En 1972 recibió el Deutscher Filmpreis y luego en 1979, la Orden del Mérito de la República Federal de Alemania. 
Murió en Dettenhausen, Baden-Wurtemberg, Alemania, el 19 de junio de 1981, a los 82 años.

## Filmografía

### En Alemania
- Das Ornament des verliebten Herzens ("El ornamento del corazón enamorado", 1919, 1 acto, 92 metros) - Institut für Kulturforschung, Berlín - Colaboradores: Carl Kochy Helmut Krünger[cita requerida]
- Amor und dan standhafte Liebespaar ("Amor y los enamorados perseverantes", 1920, 1 acto) - Institut für Kulturforschung, Berlín -[cita requerida]
- Der fliegende Koffer ("La maleta volante", 1921, basada en un cuento de Hans Christian Andersen, 1 acto) - Institut für Kulturforschung, Berlín - Colaborador: Carl Koch[cita requerida]
- Der Stern von Bethlehem ("La estrella de Belén", 1921, 1 acto) - Institut für Kulturforschung, Berlín - Colaborador: Carl Koch[cita requerida]
- Aschenputtel ("Cenicienta", 1922, basado en el cuento de los Hermanos Grimm, 1 acto) - Institut für Kulturforschung, Berlín - Colaboradores: Carl Koch, Toni Rabold y Alexander Kardan[cita requerida]
- Dornröschen ("La bella durmiente", 1922, 1 acto) - Sochatschewer - Colaboradores: Carl Koch y Alexander Kardan [cita requerida]
- Das Geheimnis der Marquisin (1922)[cita requerida]
- Der Fliegende Koffer (1922)[cita requerida]
- Die Abenteuer des Prinzen Achmed (largometraje; 1926, 5 actos, 1811 metros) - Comenius-Film, Berlín - Colaboradores: Carl Koch (jefe de producción), Walter Ruttmann, Berthold Bartosch, Alexander Kardan, Walter Türck y Wolfgang Zeller (música).[cita requerida]
- The Chinese Nightingale (1927)[cita requerida]
- Der Scheintote Chinese ("El chino cataléptico", 1928, 1 acto) - Comenius-Film, Berlín -[cita requerida]
- Dr. Dolittle und seine Tiere (mediometraje; "El Doctor Dolittle y sus animales", 1928, basada en las narraciones de Hugh Lofting, 3 actos) - Deutscher Werkfilm, Berlín - Colaboradores: Carl Koch, Berthold Bartosch. Arreglos musicales de Paul Dessau sobre composiciones propias y de Kurt Weill, Paul Hindemith e Igor Stravinsky.[cita requerida]
- Zehn Minuten Mozart (1930) [cita requerida]
- Die Jagd nach dem Glück (1930)[cita requerida]
- Harlekin (mediometraje; 1931)[cita requerida]
- Sissi (1932)[cita requerida]
- Don Quichotte (1933)[cita requerida]
- Carmen (1933)[cita requerida]
- Das Gestohlene Herz (1934)[cita requerida]
- Papageno (1935)[cita requerida]
- Kalif Storch (1935)[cita requerida]
- Galathea (1935)[cita requerida]
- Puss in Boots (1936)[cita requerida]
- Silhouetten (1936)[cita requerida]
- Daughter (1937)[cita requerida]
- Die Goldene Gans (1944)[cita requerida]

### En el Reino Unido
- Mary's Birthday (1951)[cita requerida]
- The Magic Horse (1953)[cita requerida]
- Thumbelina (1954) (Pulgarcita)[3][4]
- The Three Wishes (1954)[cita requerida]
- Snow White and Rose Red (1954)[cita requerida]
- The Sleeping Beauty (1954)[cita requerida]
- Puss in Boots (1954)[cita requerida]
- The Little Chimney Sweep (1954)[cita requerida]
- The Grasshopper and the Ant (1954)[cita requerida]
- The Gallant Little Tailor (1954)[cita requerida]
- The Frog Prince (1954)[cita requerida]
- Caliph Storch (1954)[cita requerida]
- Aladdin and the Magic Lamp (1954)[cita requerida]
- Jack and the Beanstalk (1955)[cita requerida]
- Hansel and Gretel (1955)[cita requerida]
- Aucassin and Nicolette (Canadá; 1975)[cita requerida]
- The Rose and the Ring (Canadá; mediometraje; 1979)[cita requerida]

### Colaboraciones
- Der verlorene Schatten ("La sombra perdida", 5 actos, 1920) - Projektions-AG "Unión", Berlín - Director: Rochus Gliese. Lotte Reininger crea la silueta del violín mágico.[cita requerida]
- Die Nibelungen ("Los Nibelungos", 1923) - Decla-Bioscop AG, Berlín - Director: Fritz Lang. Lotte Reininger creó con siluetas la secuencia del "sueño del halcón".[cita requerida]
- Heut tanzt Mariett ("Hoy baila Marieta, 1927-28) - Deutsche Film-Union AG, Berlín - Director: Friedrich Zelnik. Lotte Reininger realizó una parte en la que aparecen siluetas animadas.[cita requerida]
- Die Jagd nach dem Glück ("Persiguiendo la fortuna", 1929-30) - Comenius-Films, Berlín - Director: Rochus Gliese. Lotte Reininger trabajó en el guion con Gliese y Carl Koch. Dos actos son escenas con siluetas.[cita requerida]